# 조형근
조형근(曺炯根, 1984년 10월 16일 ~ )은 대한민국의 전직 스타크래프트 프로게이머이다. 대한민국 공군 사병으로 복무한 그는 Qoo)CLon이라는 아이디를 사용하며, 종족은 저그이다.

## 약력
2001년 한빛 스타즈(현 웅진 스타즈) 창단 원년 멤버인 조형근은 학업 문제로 인해 2001 스카이 스타리그에 진출한 이후 2년 6개월의 휴식기를 가진 뒤, 2004년 상반기 한빛 스타즈로 다시 복귀하였다.
2005년 12월 3일 은퇴하였다.
2006년 5월 17일 공군 전산특기병에 선발되면서, 공군 에이스에서 프로게이머 선수로 다시 활동하였다.
2008년 8월 29일 제대하였으며, 2008년 7월 13일 공군 에이스의 신한은행 프로리그 2008 정규리그 팀플전 마지막 경기를 끝으로 완전히 은퇴하였다.
2012년 현대자동차 입사

## 수상 경력
- 2001년 2001 스카이 스타리그 16강
- 2004년 제 4회 커리지 매치 입상
- 2004년 IOPS 스타리그 16강
- 2004년 Sky Life배 Game TV 신인왕전 4위
- 2006년 2006 대한민국 e스포츠대상 우정상
- 2007년 2007 서울 국제 e스포츠 페스티벌 스타크래프트 256강전 32강